# Camiran
Camiran är en kommun i departementet Gironde i regionen Nouvelle-Aquitaine i sydvästra Frankrike. Kommunen ligger i kantonen La Réole som tillhör arrondissementet Langon. År 2022 hade Camiran 418 invånare.

## Befolkningsutveckling
Antalet invånare i kommunen Camiran
Referens:INSEE